# Clara Schumann
Clara Wieck (Leipzig, 13 de septiembre de 1819-Fráncfort del Meno, 20 de mayo de 1896), conocida como Clara Schumann, fue una pianista, compositora y profesora de piano alemana. Fue una de las grandes concertistas europeas del siglo XIX y su carrera fue clave en la difusión de las composiciones de su marido, Robert Schumann. Considerada como una de las pianistas más distinguidas de la era romántica, ejerció su influencia en una carrera de conciertos de 61 años, y cambió el formato y el repertorio del recital de piano de exhibiciones desde el virtuosismo a programas de obras serias. También compuso piezas para piano en solitario, un Concierto para piano (op. 7), música de cámara, piezas corales y canciones.
Creció en Leipzig, donde su padre, Friedrich Wieck, era pianista y maestro profesional, y su madre una cantante consumada. Fue una niña prodigio, entrenada por su padre. Comenzó a viajar a los once años y tuvo éxito en París y Viena, entre otras ciudades. Se casó con el compositor Robert Schumann y la pareja tuvo ocho hijos. Juntos, alentaron a Johannes Brahms y mantuvieron una estrecha relación con él. Estrenó muchas obras de su esposo y de Brahms en público.
Después de la muerte prematura de Robert Schumann, continuó sus giras de conciertos en Europa durante décadas, con frecuencia con el violinista Joseph Joachim y otros músicos de cámara. A partir de 1878, fue una influyente educadora de piano en el Conservatorio Hoch en Fráncfort, donde atrajo a estudiantes internacionales. Editó la publicación de la obra de su esposo. Murió en Fráncfort, pero fue enterrada en Bonn junto a su marido.
Varias películas se han centrado en su vida, como la primera Träumerei de 1944 o una de 2008, Geliebte Clara, dirigida por Helma Sanders-Brahms. Una imagen de Clara Schumann de una litografía de 1835 de Andreas Staub apareció en el billete de 100 marcos alemanes de 1989 a 2002. El interés en sus composiciones comenzó a resucitar a finales del siglo XX y su bicentenario de 2019 impulsó nuevos libros y exposiciones.

## Biografía

### Infancia como niña prodigio

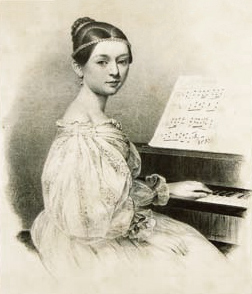
Litografía de Clara Wieck en 1835.

Clara Josephine Wieck nació en Leipzig el 13 de septiembre de 1819 y fue la hija menor del matrimonio entre Friedrich Wieck y Mariane Bargiel (de soltera Tromlitz). Su padre era un reconocido maestro de piano y tenía un negocio de venta de partituras y de pianos, mientras que su madre era una cantante famosa en Leipzig que interpretaba solos semanales para piano y soprano en el Gewandhaus. Los padres de Clara tenían diferencias irreconciliables, en parte debido a la naturaleza inflexible de su padre. Impulsado por una aventura entre Mariane y Adolph Bargiel, amigo de Friedrich, los Wieck se divorciaron en 1825, y ella se casó más tarde con Bargiel. Clara, de cinco años, permaneció con su padre, mientras que su madre y Bargiel finalmente se mudaron a Berlín, lo que limitó el contacto entre Clara y su madre a cartas escritas y visitas ocasionales.
Desde temprana edad, el padre de Clara planeó su carrera y su vida hasta el más mínimo detalle. Comenzó a recibir instrucción básica de piano de su madre a la edad de cuatro años. Después de que su madre se mudara, comenzó a tomar lecciones diarias de una hora con su padre. Incluían temas como piano, violín, canto, teoría, armonía, composición, instrumentación y contrapunto. Luego tuvo que practicar durante dos horas todos los días. Su padre siguió los métodos en su propio libro, Wiecks pianistische Erziehung zum schönen Anschlag und zum singenden Ton («La educación pianística de Wieck para un toque hermoso y un tono de canto»). Sus estudios musicales llegaron en gran medida a expensas de su educación general más amplia, aunque todavía estudiaba religión e idiomas bajo el control de la familia de su padre.
Wieck le inculcó a su hija una férrea disciplina y actuó como su agente promotor para conseguirle representaciones en Europa. Clara Wieck hizo su debut oficial el 20 de octubre de 1828 en el Gewandhaus de Leipzig, a los nueve años. El mismo año, actuó en la casa de Leipzig de Ernst Carus, director del hospital psiquiátrico en el castillo de Colditz. Allí, conoció a otro talentoso pianista joven que había sido invitado a la velada musical, Robert Schumann, que era nueve años mayor. Schumann admiraba tanto la interpretación de Clara que le pidió permiso a su madre para dejar de estudiar leyes, lo que nunca le había interesado mucho, y tomar clases de música con el padre de Clara. Mientras recibía clases, alquiló una habitación en la casa de los Wieck y se quedó aproximadamente un año.
Desde septiembre de 1831 hasta abril de 1832, recorrió París y otras ciudades europeas, acompañada de su padre. Ese mismo año, se publicó en Alemania una obra suya titulada Quatre Polonaises pour le pianoforte op. 1. En Weimar, interpretó una pieza de bravura de Henri Herz para Johann Wolfgang von Goethe, quien le entregó una medalla con su retrato y una nota escrita que decía: «Para la talentosa artista Clara Wieck». Durante esa gira, el violinista Niccolò Paganini, que también estaba en París, se ofreció a aparecer con ella. Su recital de París tuvo poca asistencia porque muchas personas habían huido de la ciudad debido a un brote de cólera. La gira marcó su transición de una niña prodigio a una joven intérprete.

### Éxito en Viena

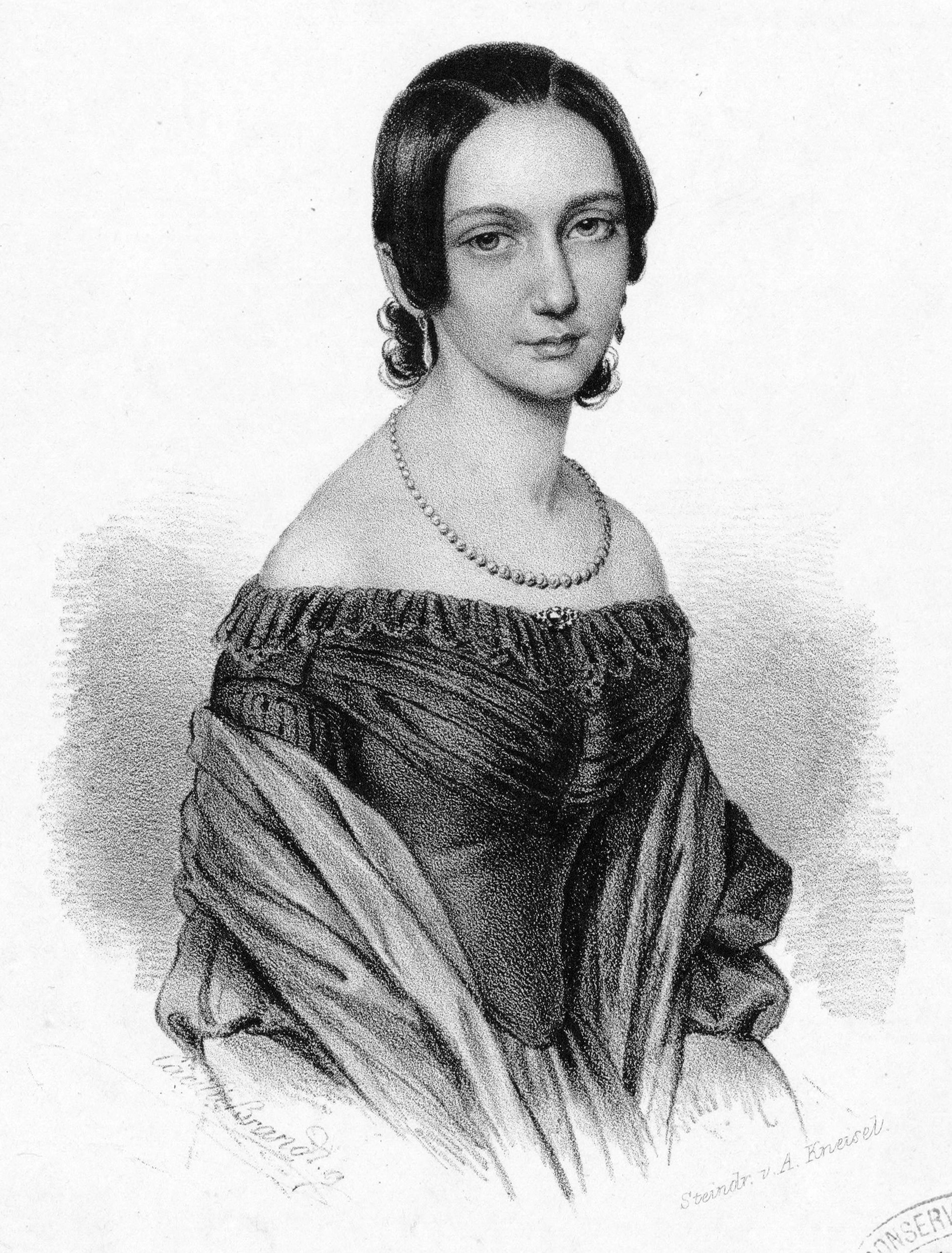
Litografía de 1838.

En 1833, comenzó la composición de un concierto para piano, que terminó en 1835 y fue publicado en 1837. También conoció personalmente a Felix Mendelssohn y Frédéric Chopin. Desde diciembre de 1837 hasta abril de 1838, a la edad de 18 años, Wieck realizó una serie de recitales en Viena. Franz Grillparzer, el principal poeta dramático de Austria, escribió un poema titulado «Clara Wieck y Beethoven» después de escucharla interpretar la Sonata Appassionata de Ludwig van Beethoven durante uno de estos recitales. Actuó con llenos absolutos y críticas favorables. Benedict Randhartinger, un amigo de Franz Schubert, le dio una copia autografiada de Erlkönig del compositor, con dedicatoria «a la célebre artista, Clara Wieck». Frédéric Chopin describió su interpretación a Franz Liszt, quien asistió a uno de los conciertos de Wieck y posteriormente la elogió extravagantemente en una carta que se publicó en la Revue et Gazette Musicale de París y más tarde, en traducción, en la revista de Leipzig Neue Zeitschrift für Musik. El 15 de marzo, nombraron a Clara Königliche und Kaiserliche Österreichische Kammer-virtuosin («Virtuoso de la Cámara Austriaca Real e Imperial»), el más alto honor musical de Austria.
Una crítica musical anónima, que describía sus recitales de Viena, dijo: «La aparición de esta artista puede considerarse como una época ... En sus manos creativas, el pasaje más ordinario, el motivo más rutinario adquiere un significado sentido, un color, que solo aquellos con el arte más consumado pueden dar».

### Matrimonio con Robert Schumann

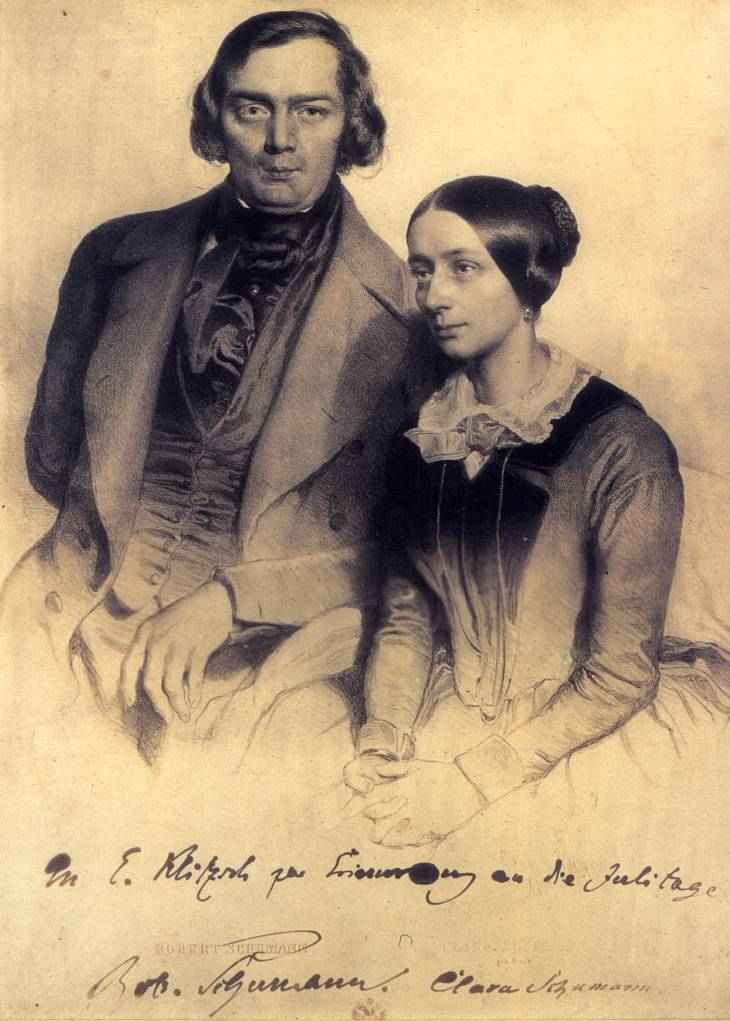
El matrimonio Schumann en 1847.

Cuando Clara tenía 11 años, llegó un músico nueve años mayor que ella a estudiar con Friedrich Wieck. Se trataba de Robert Schumann, quien era entonces un personaje desconocido con inclinaciones literarias, se iniciaba en la composición y que quería seguir la carrera de concertista. Robert se quedó a vivir en casa de su maestro, cosa frecuente en la época. Para entonces, Clara ya era bastante madura, probablemente por las experiencias que había tenido en su vida de concertista profesional. Entre Robert y Clara se forjó una cálida amistad a pesar de la diferencia de edades. Pronto la amistad se transformó en amor y en 1837 pidieron permiso al padre de Clara para casarse, pues ella era menor de edad y tenía que esperar hasta cumplir 21 años o contar con el consentimiento de los padres, pero Friedrich Wieck se opuso, argumentando que Robert era un partido indeseable. Robert y Clara decidieron ir a la corte y demandarlo. El juez permitió el matrimonio, que tuvo lugar el 12 de septiembre de 1840, el día antes del 21 cumpleaños de Clara, cuando alcanzaba el estado de mayoría de edad. A partir de entonces, la pareja mantuvo un diario musical y personal conjunto de su vida juntos. Wieck nunca dudó del genio de Schumann, como lo testifica la correspondencia de Clara, pero no deseaba ver a su hija, quien había sido su más cara inversión, con un compositor sin reputación ni reconocimiento, sin un ingreso estable. Wieck creía que Robert no podría darle una vida digna a Clara. Entonces empezó una ardua batalla legal que fracturó la «perfecta» relación entre padre e hija. Friedrich Wieck no pudo contener su orgullo, impugnó la decisión del tribunal, pero imperó la decisión de los novios. Robert logró demostrar su solvencia moral y económica.
En la primera entrada de su diario, Robert indicó que debía ser como una autobiografía de la vida personal de la familia, especialmente de la pareja, y de sus deseos y logros en las artes. También funcionó como un registro de sus esfuerzos artísticos y su crecimiento. Ella aceptó completamente el acuerdo de mantener un diario compartido como lo demuestran sus muchas entradas. Demuestra su leal amor por su esposo, con el deseo de combinar dos vidas en una artística, aunque este objetivo de toda la vida implicaba riesgos.
En aquella época lo común era que los compositores tocaran sus propias obras, como Liszt y Chopin. Pero Robert Schumann se lastimó una mano, al intentar usar un invento propio con el cual creía iba a mejorar el arte de tocar el piano, y tuvo que olvidar sus esperanzas de convertirse en pianista virtuoso, así que se dedicó a escribir música y a la crítica musical. Clara, desde muy joven, comenzó a tocar en público las obras de Robert, quien se dedicó a escribir en un inicio exclusivamente para piano y conjuntos de cámara pequeños, pero que triunfó como compositor con su Primera Sinfonía así como con sus obras de cámara. Un poco después, la pareja escribió un conjunto de canciones, que Robert publicó ocultándoselo a Clara para presentárselas en su primer aniversario de matrimonio. Así, de las 12 canciones de Zwölf Lieder auf F. Rückerts Liebesfrühling op. 12 (op. 37 de Robert), tres son de Clara. Las obras de Robert están llenas de significados extramusicales, donde Clara aparece constantemente. Un ejemplo es en el Carnaval op. 9, donde hay una pieza que se llama precisamente «Chiarina», que, como «Chiara» o «Zilia», es uno de los nombres con que Robert se refería a Clara. Una gran parte de las obras de Robert se las dedicó a su mujer. Fue igualmente la pianista que estrenó el Concierto para piano y orquesta en la menor de su marido en Leipzig en 1846.
La pareja se mantuvo unida tanto en la vida familiar como en sus carreras. Ella estrenó muchas de sus obras, desde obras para piano solo hasta sus propias versiones para piano de las obras orquestales de Robert. A menudo se hizo cargo de las finanzas y los asuntos generales del hogar. Parte de su responsabilidad incluía ganar dinero dando conciertos, aunque continuó tocando durante toda su vida, no solo por los ingresos, sino porque era una artista por formación y naturaleza. La carga de los deberes familiares aumentó con el tiempo y redujo su capacidad como artista. Como floreciente esposa del compositor, estaba limitada en sus propias exploraciones.

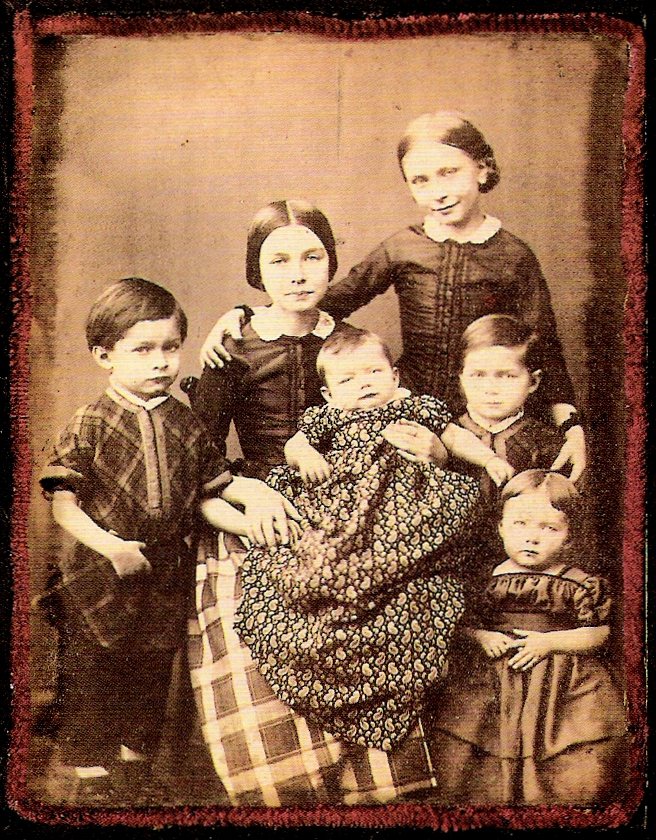
Los hijos del matrimonio Schumann en 1854. De izquierda a derecha: Ludwig, Marie, Felix, Elise, Ferdinand y Eugenie.

Clara y Robert Schumann tuvieron ocho hijos: Marie (1841-1929), Elise (1843-1928), Julie (1845-1872), Emil (1846-1847), Ludwig (1848-1899), Ferdinand (1849-1891), Eugenie (1851-1938) y Felix (1854-1879). Ludwig sufría una enfermedad mental como su padre y, en palabras de Clara, finalmente tuvo que ser «enterrado vivo» en una institución.
Los Schumann conocieron al violinista Joseph Joachim por primera vez en noviembre de 1844, cuando tenía 14 años. Un año después, Clara Schumann escribió en su diario que en un concierto el 11 de noviembre de 1845, «al pequeño Joachim le gustó mucho. Tocó un nuevo concierto para violín de Felix Mendelssohn, que se dice que es maravilloso».
Clara rescató a sus hijos de la violencia durante el Alzamiento de mayo en Dresde en 1849. En la noche del 3 de mayo, Robert y Clara escucharon que en Dresde había comenzado una revolución contra el rey Federico Augusto II de Sajonia por no aceptar la «constitución para una confederación alemana». La mayoría de los miembros de la familia se fueron y se escondieron en una «brigada de seguridad del vecindario», pero el 7 de mayo, ella «valientemente» regresó a Dresde para rescatar a sus tres hijos que habían quedado con una criada y desafió a un grupo de hombres armados que la confrontaron. Luego salió de la ciudad a través de las áreas peligrosas nuevamente.
En mayo de 1853, el matrimonio escuchó a Joseph Joachim interpretar el solo en el Concierto para violín de Beethoven. Ella escribió que tocaba «con un final, una profundidad de sentimiento poético, toda su alma en cada nota, tan idealmente, que nunca había escuchado tocar un violín así, y puedo decir verdaderamente que nunca he recibido una impresión tan indeleble de ningún virtuoso». Se desarrolló una amistad duradera entre Clara y Joseph, que duró más de cuarenta años. Durante su carrera, Schumann dio más de 238 conciertos con Joachim en Alemania y Gran Bretaña, más que con cualquier otro artista. Los dos fueron especialmente conocidos por tocar las sonatas para violín de Beethoven.

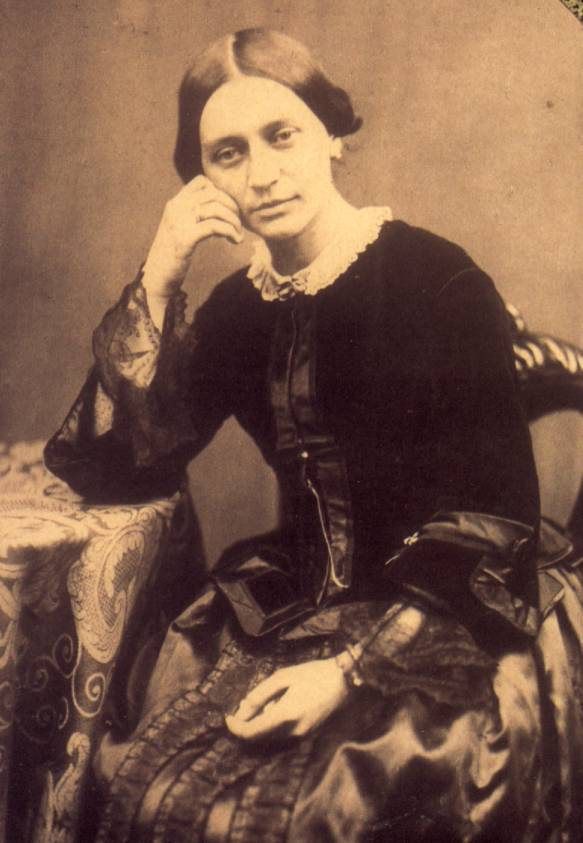
Clara Schumann en 1853.

En febrero de 1854, Robert Schumann tuvo un colapso mental, intentó suicidarse y fue ingresado, a petición suya, en un sanatorio en Endenich, cerca de Bonn, donde permaneció durante los últimos dos años de su vida. En marzo de 1854, Brahms, Joachim, Albert Dietrich y Julius Otto Grimm pasaron tiempo con Clara Schumann, tocando música para ella y con ella para distraer su mente de la tragedia. Brahms compuso algunas piezas de piano privadas para consolarla: cuatro piezas de piano y un conjunto de Variaciones sobre un tema de Robert Schumann en el que también había escrito variaciones un año antes, como su op. 20. La música de Brahms no estaba destinada a ser publicada, sino sólo para ella. Más tarde, Brahms pensó en publicarlos de forma anónima, pero finalmente se publicaron como sus Cuatro baladas para piano op. 10 y Variaciones sobre un tema de Robert Schumann op. 9. El compositor dedicó las variaciones al matrimonio y esperaba que Robert fuera dado de alta pronto y se reuniera con su familia.
Durante los dos años completos de la estancia de Robert Schumann en la institución, a su esposa no se le permitió visitarlo, mientras que Brahms lo visitaba regularmente. Cuando fue evidente que Robert estaba cerca de la muerte, finalmente le permitieron verlo. Él pareció reconocerla y sólo pudo pronunciar unas pocas palabras. Robert Schumann murió dos días después, el 29 de julio de 1856.
Ella fue la principal fuente de ingresos para su familia y la única después de que su esposo fuera hospitalizado y posteriormente falleciera. Dio conciertos y enseñó, e hizo la mayor parte del trabajo de organizar sus propias giras de conciertos. Contrató a un ama de llaves y una cocinera para mantener la casa mientras estaba fuera en sus largas giras. Su hija mayor, Marie, fue un gran apoyo y ayuda para su madre y tomó el puesto de cocinera doméstica. Marie también disuadió a su madre de seguir quemando cartas que había recibido de Brahms y que él le había pedido que destruyera. Otra hija, Eugenie, que era demasiado joven cuando su padre murió para recordarlo, escribió un libro, Erinnerungen (Memorias), publicado en 1925, que hablaba de la relación de sus padres y a Brahms. No solo su marido falleció, sino también cuatro de sus hijos. Su primogénito, Emil, murió en 1847, con un año de edad. Su hija Julie murió en 1872, dejando a dos niños pequeños de solo 2 y 7 años, luego criados por su abuela. En 1879, su hijo Felix murió a los 24 años. En 1891, su hijo Ferdinand murió a los 41 años y dejó a sus hijos a su cuidado.

### Giras de conciertos

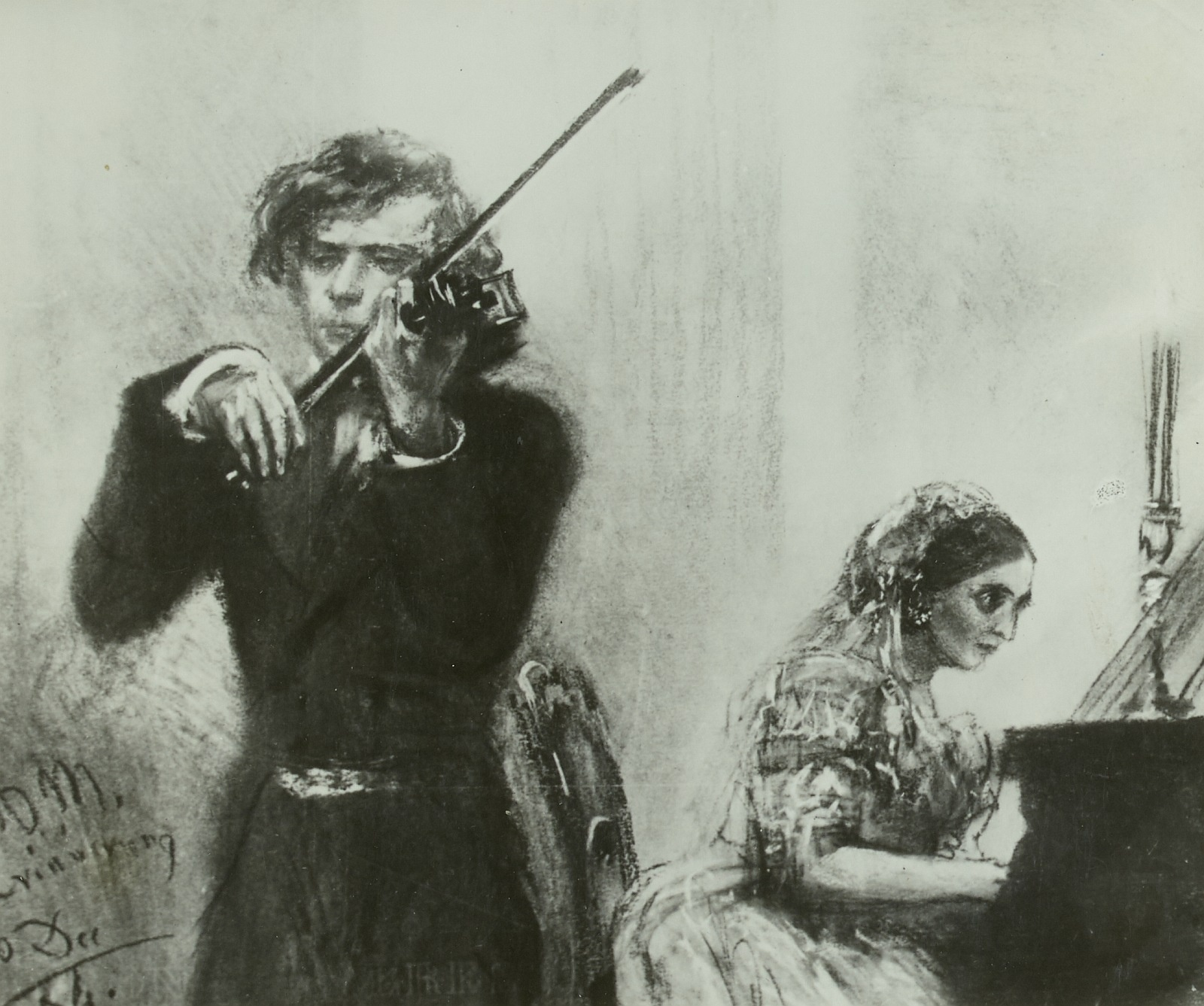
Joseph Joachim y Clara Schumann, a partir de un dibujo perdido de 1854 de Adolph Menzel.

Clara Schumann recorrió Reino Unido por primera vez en abril de 1856, mientras su esposo aún vivía, pero no podía viajar. Fue invitada a tocar en un concierto de la London Philharmonic Society por el director William Sterndale Bennett, un buen amigo de Robert. Estaba disgustada con el poco tiempo dedicado a los ensayos: «Aquí lo llaman ensayo si se toca una pieza una vez». Escribió que los «artistas» musicales en Reino Unido «se dejan tratar como inferiores». Sin embargo, estaba feliz de escuchar al famoso violonchelista italiano Carlo Alfredo Piatti tocar con «un tono, una bravura, una certeza, como nunca antes había escuchado». En mayo de 1856, interpretó el Concierto para piano en la menor de su marido con la New Philharmonic Society dirigida por la doctora Wylde, quien según dijo Clara «dirigió un ensayo terrible» y «no pudo captar el ritmo del último movimiento». Aun así, regresó a Londres al año siguiente y continuó actuando en Reino Unido durante los siguientes 15 años.
Entre octubre y noviembre de 1857, Clara y Joachim realizaron una gira de recitales a Dresde y Leipzig. St. James's Hall de Londres, que se inauguró en 1858, organizó una serie de «Conciertos populares» de música de cámara. Joachim visitó Londres anualmente a partir de 1866. Schumann también pasó muchos años en Londres participando en los «Conciertos populares» con Joachim y Piatti. El segundo violinista Joseph Ries, hermano del compositor Ferdinand Ries, y el violista J. B. Zerbini solían tocar en los mismos programas de conciertos. George Bernard Shaw, el destacado dramaturgo y también crítico de música, escribió que los «Conciertos populares» ayudaron mucho a difundir e iluminar el gusto musical en Reino Unido.

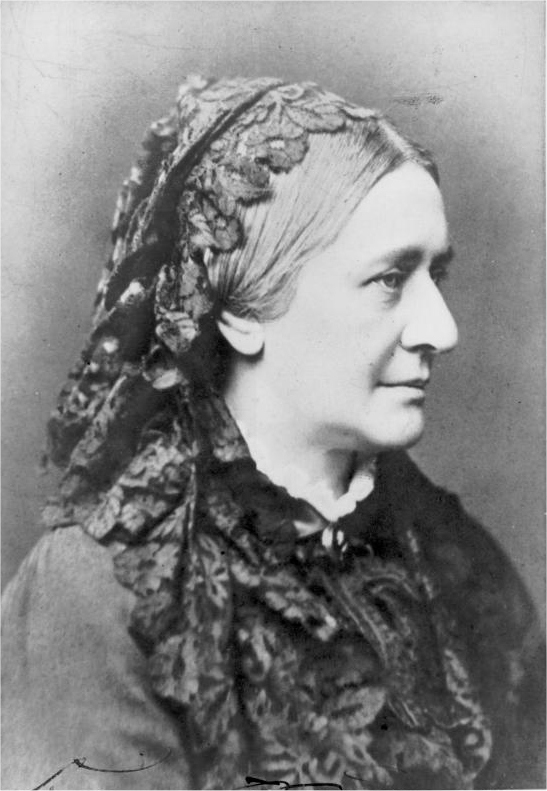
Clara Schumann en la década de 1880.

En enero de 1867, Schumann recorrió Edimburgo y Glasgow, junto con Joachim, Piatti, Ries y Zerbini. Dos hermanas, Susanna y Louisa Pyne, cantantes y gerentes de una compañía de ópera en Inglaterra, y un hombre llamado Saunders, hicieron todos los arreglos. La acompañaba su hija mayor, Marie, quien le escribió desde Mánchester a su amiga Rosalie Leser que en Edimburgo la pianista «fue recibida con aplausos tempestuosos y tuvo que dar un bis, al igual que Joachim. Piatti, también, es siempre tremendamente querido». Marie también escribió: «Para los viajes más largos tuvimos un salón [automóvil], cómodamente amueblado con sillones y sofás ... el viaje ... fue muy cómodo». En esta ocasión, los músicos no fueron «tratados como inferiores».
Schumann todavía actuó activamente en las décadas de 1870 y 1880. Interpretó extensamente y regularmente en toda Alemania durante estas décadas y tuvo compromisos en Austria, Hungría, Bélgica, Países Bajos y Suiza. Continuó con sus giras anuales de conciertos invierno-primavera por Inglaterra, realizó 16 de ellas entre 1865 y 1888, a menudo con el violinista Joachim.
Tomó un descanso de las representaciones de conciertos, que comenzó en enero de 1874, y canceló su gira habitual en Inglaterra debido a una lesión en el brazo. En julio, consultó a un médico, quien, después de haber masajeado el brazo, le aconsejó que practicara sólo una hora al día. Descansó durante el resto del año antes de regresar al escenario de conciertos en marzo de 1875. No se había recuperado completamente y experimentó más neuralgia en su brazo nuevamente en mayo e informó de que «no podía escribir a causa de mi brazo». Para octubre de 1875, se había recuperado lo suficiente como para comenzar otra gira en Alemania.
Además de recitales solistas de piano, música de cámara y acompañamiento de cantantes, continuó tocando frecuentemente con orquestas. En 1877, interpretó el Quinto concierto para piano de Beethoven en Berlín, con la dirección de Woldemar Bargiel, su medio hermano por el segundo matrimonio de su madre, y tuvo un tremendo éxito. En 1883, interpretó la Fantasía coral de Beethoven con la recién formada Orquesta Filarmónica de Berlín y fue celebrada con entusiasmo, aunque estaba interpretando con una mano lastimada con mucho dolor, tras haber caído por una escalera el día anterior. Más tarde ese año, tocó el Cuarto concierto para piano de Beethoven, con sus propias cadencias, con Joachim en la dirección de la misma orquesta, nuevamente con gran éxito.

### Docencia

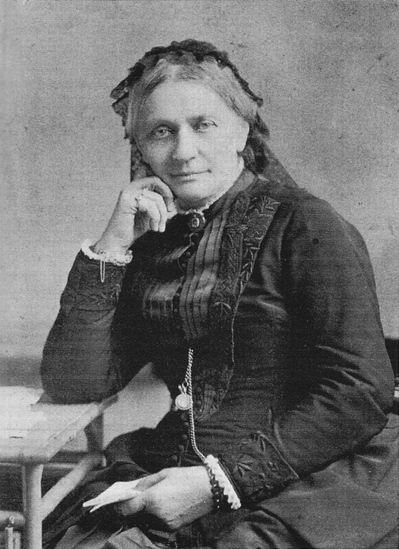
Clara Schumann circa 1890.

En 1878, nombraron a Clara como primera profesora de piano del nuevo Conservatorio Hoch en Fráncfort. Había elegido la ciudad entre otras ofertas de Stuttgart, Hannover y Berlín, porque el director, Joachim Raff, había aceptado sus condiciones: no podía enseñar más de una hora u hora y media al día, era libre de enseñar en su casa y tenía cuatro meses de vacaciones y tiempo libre para recorridos cortos en invierno. Exigió dos asistentes, con sus hijas Marie y Eugenie en mente.
Era la única mujer en la facultad. Su fama atrajo a estudiantes del extranjero y enseñó sólo a alumnos avanzados, en su mayoría mujeres jóvenes, mientras que sus dos hijas daban lecciones a principiantes. Entre sus 68 estudiantes conocidos que hicieron una carrera musical estaban Natalia Janotha, Fanny Davies, Nanette Falk, Amina Goodwin, Carl Friedberg, Leonard Borwick, Ilona Eibenschütz, Adelina de Lara, Marie Olson y Mary Wurm. El Conservatorio celebró eventos para conmemorar su 50 aniversario en el escenario en 1878 y su 60 aniversario de carrera diez años después. Ocupó el puesto de enseñanza hasta 1892 y contribuyó en gran medida a la mejora de la técnica moderna de interpretación del piano.

### Últimos años

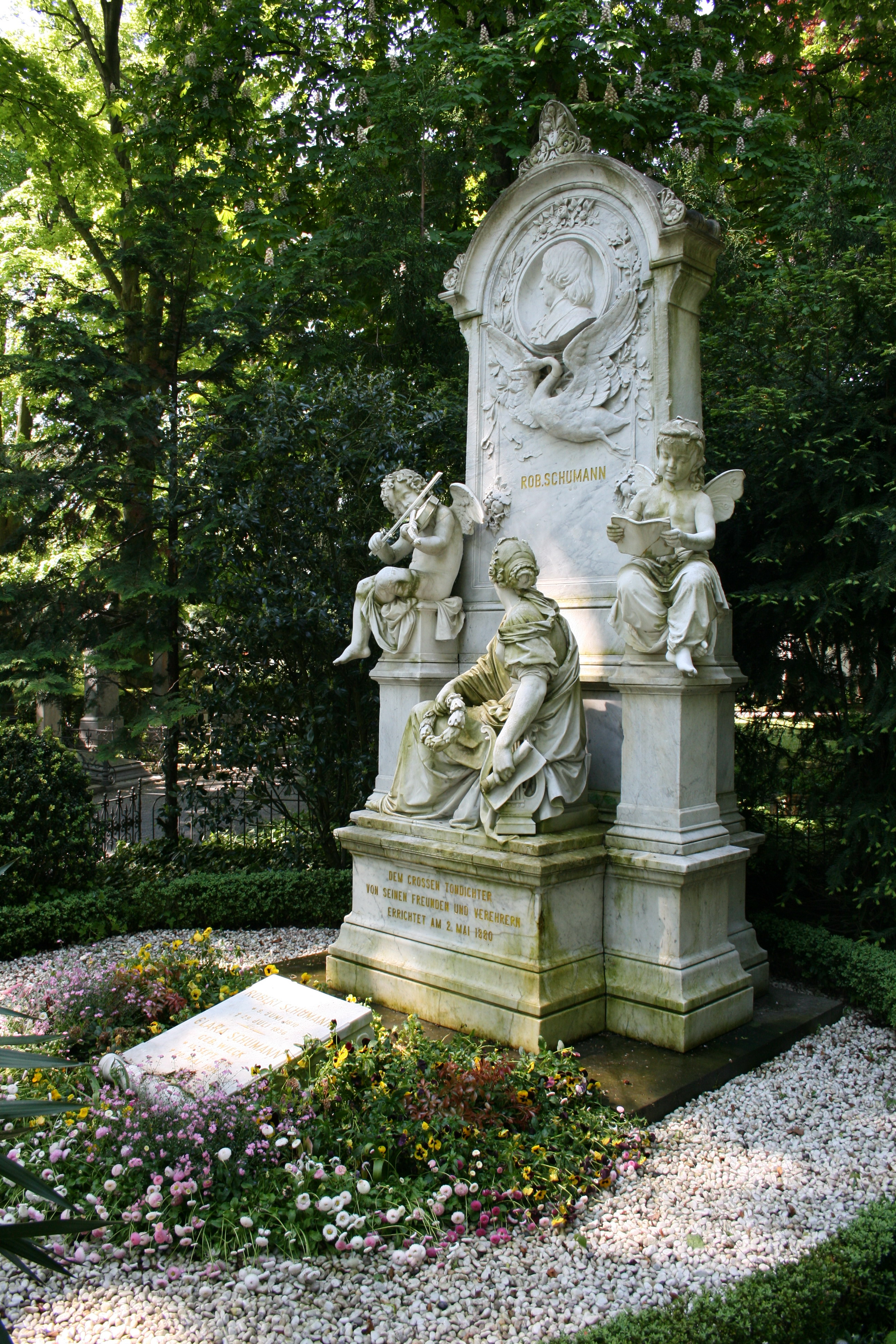
Tumba de Clara y Robert Schumann en el Alter Friedhof de Bonn.

En 1885, Schumann interpretó el Concierto para piano en re menor de Mozart, bajo la dirección, una vez más, de Joachim, y tocó nuevamente sus propias cadencias. 
Al día siguiente, interpretó el Concierto para piano de su esposo con la dirección de Bargiel. «Creo que toqué más fresca que nunca», le escribió a Brahms, «lo que me gustó mucho del concierto fue que pude darle a Woldemar la dirección del mismo, que había anhelado esa oportunidad durante años».
Tocó su último concierto público en Fráncfort el 12 de marzo de 1891. La última obra que interpretó fue Variaciones sobre un tema de Haydn de Brahms, en una versión para dos pianos, con James Kwast.
El 26 de marzo de 1896, sufrió un derrame cerebral y falleció el 20 de mayo a los 76 años. Fue enterrada en Bonn en el Alter Friedhof junto a Robert, según su propio deseo.

## Obra

### Repertorio como intérprete

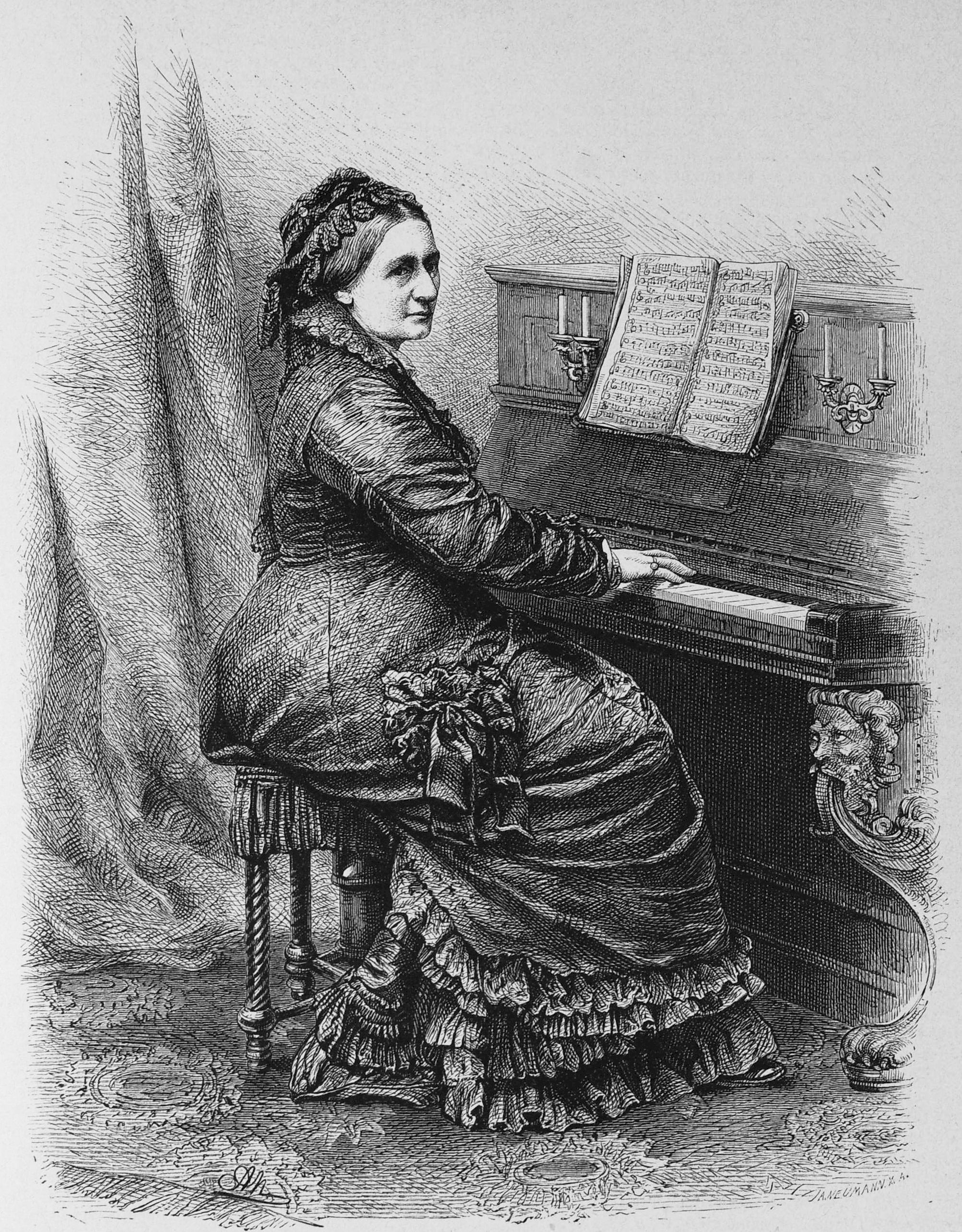
Clara Schumann al piano en 1882.

Durante su vida, Schumann fue una pianista de concierto de renombre internacional. Se conservan más de 1300 programas de conciertos de sus actuaciones en toda Europa entre 1831 y 1889. Abogó por las obras de Robert Schumann y otros contemporáneos como Brahms, Chopin y Mendelssohn.
Los Schumann eran admiradores de Chopin, especialmente de Variaciones sobre "Là ci darem la mano" y ella misma interpretó la pieza. Cuando tenía 14 años y su futuro esposo 23, él le escribió:

Tomorrow precisely at eleven o'clock I will play the adagio from Chopin's Variations and at the same time I shall think of you very intently, exclusively of you. Now my request is that you should do the same, so that we may see and meet each other in spirit.
Mañana, precisamente a las once en punto, tocaré el adagio de las Variaciones de Chopin y, al mismo tiempo, pensaré en ti con mucha atención, exclusivamente en ti. Ahora mi petición es que hagas lo mismo, para que podamos vernos y encontrarnos en espíritu.

En sus primeros años, su repertorio, seleccionado por su padre, era llamativo y en el estilo común de la época, con obras de Friedrich Kalkbrenner, Adolf von Henselt, Sigismund Thalberg, Henri Herz, Johann Peter Pixis, Carl Czerny y sus propias composiciones. Ella recurrió a incluir composiciones de compositores barrocos como Domenico Scarlatti y Johann Sebastian Bach, pero interpretó especialmente música contemporánea de Chopin, Mendelssohn y su esposo, cuya música no alcanzó popularidad hasta la década de 1850.
En aquel entonces, era frecuente encontrar niñas prodigio que tocaban muy bien obras de gran dificultad y conquistaban al público amante de la música. La mayoría de estas jóvenes, cuando llegaban a cierta edad, dejaban el concertismo y se dedicaban al hogar, a dar clases o a otras actividades musicales, alejadas de los escenarios. A diferencia de estas mujeres, la carrera de Clara Schumann continuó en los más altos niveles profesionales hasta pocos años antes de su muerte. Realizó alrededor de cuarenta giras de conciertos (19 de ellas en Reino Unido) y, al menos, 1312 actuaciones por toda Europa. Fue una profesional en el sentido económico también: cobraba dignamente, igual que los otros virtuosos de la época, pues fue por mucho tiempo el único soporte de la familia.
En 1835, interpretó su Concierto para piano en la menor con la Orquesta de la Gewandhaus de Leipzig, dirigida por Mendelssohn. El 4 de diciembre de 1845, estrenó el Concierto para piano de su marido en Dresde. Siguiendo el consejo de Brahms, interpretó el Concierto para piano en do menor de Mozart en la corte de Hannover y en Leipzig. Sus años más ocupados como intérprete fueron entre 1856 y 1873, después de la muerte de Robert. Durante este período, experimentó el éxito como intérprete en Reino Unido, donde su interpretación de 1865 del Concierto para piano en sol mayor de Beethoven fue recibido con enormes aplausos. Como música de cámara, a menudo daba conciertos con el violinista Joseph Joachim. En su carrera posterior, con frecuencia acompañaba a cantantes de lieder en recitales.

### Composiciones

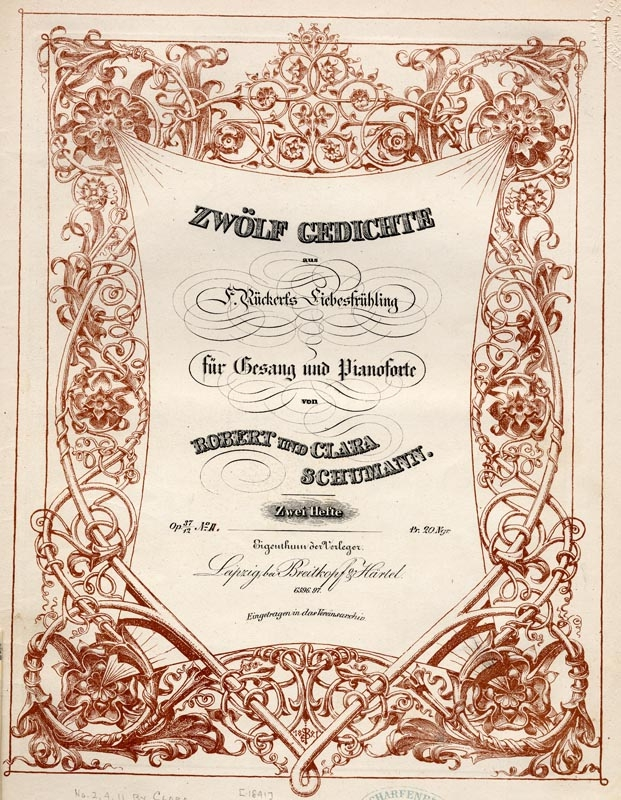
Portada de Zwölf Lieder auf F. Rückerts Liebesfrühling, su op. 12 y op. 37 de su marido, Robert Schumann.

Como parte de la amplia educación musical que le dio su padre, Clara Wieck aprendió a componer y, desde la infancia hasta la mediana edad, realizó una buena producción. Clara escribió que «componer me da un gran placer ... no hay nada que supere la alegría de la creación, aunque sólo sea porque a través de ella uno gana horas de olvido de sí mismo, cuando uno vive en un mundo de sonido». Su op. 1 fue Quatre Polonaises pour le pianoforte compuesta en 1831 y op. 5 Quatre pièces caractéristiques en 1836, todas piezas de piano para sus recitales. Escribió su Concierto para piano en la menor a los 14 años, con la ayuda de su futuro esposo. Planeó un segundo concierto para piano, pero solo sobrevivió un «Konzertsatz» en fa menor de 1847.
Después de su matrimonio, recurrió a las obras de lieder y corales. La pareja escribió y publicó una composición conjunta en 1841, con arreglos de un ciclo de poemas de Friedrich Rückert llamado Liebesfrühling en Zwölf Lieder auf F. Rückerts Liebesfrühling, sus op. 12 y op. 37, respectivamente, que fue un éxito. Sus obras de cámara incluyen el Trío para piano en sol menor op. 17 (1846) y Tres romances para violín y piano op. 22 (1853), inspirada en el cumpleaños de su marido. Se las dedicó a Joachim, quien los interpretó para Jorge V de Hannover, quien las declaró un «maravilloso placer celestial».
A medida que crecía, se preocupaba más por otras responsabilidades en la vida y le resultaba difícil componer regularmente, y escribió en su diario: «Alguna vez creí que tenía talento creativo, pero he renunciado a esta idea. Una mujer no debe desear componer. Ninguna ha sido capaz de hacerlo, así que ¿por qué podría esperarlo yo?». Robert también expresó preocupación por el efecto en su producción de composición:

Clara has composed a series of small pieces, which show a musical and tender ingenuity such as she has never attained before. But to have children, and a husband who is always living in the realm of imagination, does not go together with composing. She cannot work at it regularly, and I am often disturbed to think how many profound ideas are lost because she cannot work them out.
Clara ha compuesto una serie de pequeñas piezas, que muestran un ingenio musical y tierno como nunca antes había logrado. Pero tener hijos y un esposo que siempre vive en el reino de la imaginación, no va de la mano con la composición. Ella no puede trabajar regularmente y a menudo me molesta pensar cuántas ideas profundas se pierden porque no puede resolverlas.

Produjo de una a ocho composiciones cada año a partir de los 11 años, hasta que dejó de componer en 1848, escribió sólo una obra coral ese año para el cumpleaños de su marido y dejó su segundo concierto para piano sin terminar. Estas dos obras, aunque reservadas para sus op. 18 y 19, nunca fueron publicadas. Cinco años más tarde, sin embargo, cuando tenía 34 años en 1853, el año en que conoció a Brahms, se involucró en una serie de composiciones, lo que resultó en 16 piezas ese año: un conjunto de variaciones para piano sobre Bunte Blätter op. 99 n.º 4 de Robert, ocho «Romances» para piano solo y para violín y piano, y siete canciones. Estas obras se publicaron un año después, tras el ingreso de Robert, como su op. 20 a 23.
Durante los siguientes 43 años de su vida, sólo compuso transcripciones al piano de obras de su esposo y Brahms, incluidas 41 transcripciones de los lieder de Robert, encargados por un editor en 1872, y un dueto corto para piano, encargado para el aniversario de bodas de un amigo, en 1879. En el último año de su vida, dejó varios bocetos para preludios de piano, diseñados para estudiantes de piano, así como algunas cadencias publicadas para sus interpretaciones de conciertos para piano de Beethoven y Mozart.
La mayor parte de la música de Clara Schumann nunca fue interpretada por nadie más y fue en gran medida olvidada hasta que resurgió el interés por ella en la década de 1970. Hoy sus composiciones son cada vez más interpretadas y grabadas.

### Editora
Schumann fue la editora autorizada, con la ayuda de Brahms y otros, de las obras de Robert Schumann para la editorial Breitkopf & Härtel. También editó 20 sonatas de Domenico Scarlatti, cartas (Jugendbriefe) de su esposo en 1885 y sus obras para piano con digitación y otras instrucciones (Fingersatz und Vortragsbezeichnungen) en 1886.

## Clara y Johannes Brahms

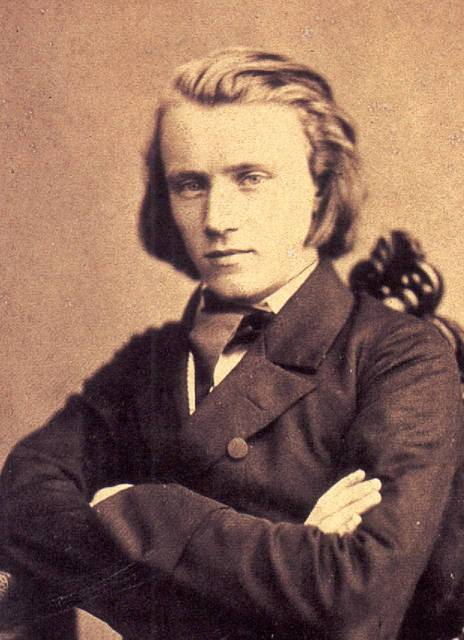
Johannes Brahms en 1853, cuando se inició la relación entre ambos.

La relación de Clara Schumann con Johannes Brahms se remonta a la primera etapa de su vida, si bien ya estaba casada con Robert Schumann. El músico llegó a la vida del matrimonio como concertista y pronto iniciaron una cordial relación. Invitaban con frecuencia a Brahms a comer y se llevaba bien con los hijos de estos. Sin embargo, con Clara poco a poco fue fraguando una profunda relación intelectual y artística que adquirió tonos amorosos. Así, Brahms le escribió:

Eres para mí una amiga tan querida que no puedo expresarlo... Si esto continúa así, tendré que colocarte algún día detrás de una vitrina o ahorrar para poder engarzarte en oro.

Brahms solía presentarle a Clara sus obras antes de estrenarlas; muchas veces ella fue la dedicataria de las mismas y encargada de estrenar algunas de las obras pianísticas y tocaron juntos en varias ocasiones. Los sentimientos hacia ella se los reveló a su amigo el violinista Joseph Joachim en una carta:

Creo que no la respeto y admiro tanto como la amo y soy presa de su hechizo. A menudo debo contenerme con fuerza para no rodearla en brazos en silencio e incluso... no sé, me parece tan natural que ella no lo tomaría a mal.

En 1855, Brahms le escribió a Clara:

No puedo hacer otra cosa que pensar en ti... ¿Qué me has hecho? ¿No puedes deshacer el hechizo que me has lanzado?

Cuando Robert fue ingresado en un psiquiátrico tras su intento de suicidio, Brahms se ocupó de Clara y sus hijos y vivieron juntos en un piso de Düsseldorf. Robert murió el 29 de julio de 1856. El 31 de mayo, Brahms le expresó abiertamente sus sentimientos en una carta:

Mi muy querida Clara, desearía poder escribirte tan tiernamente como te amo y decirte todas las cosas buenas que te deseo. Eres tan infinitamente querida para mí que no puedo expresarlo en palabras. Desearía llamarte mi querida y muchos otros nombres, sin dejar nunca de adorarte... Si las cosas pudieran ir más lejos de como están en este momento... Si solo pudiera vivir en la misma ciudad contigo y mis padres… escríbeme una bella carta pronto. Tus cartas son como besos.

Tras la muerte de Robert, la relación se hizo más intensa. Viajaron a Suiza juntos, si bien nunca llegaron a contraer matrimonio y no están muy claras las intenciones de ambos al respecto. Es difícil conocer del todo la relación de la pareja, pues ambos convinieron en destruir las cartas que durante tantos años se habían estado enviando, si bien Clara conservó algunas de sus favoritas.
El 12 de marzo de 1891, Clara se retiró de los escenarios con un arreglo para dos pianos de las Variaciones sobre un tema de Haydn compuestas por Brahms. Cinco años después falleció, lo que supuso un duro golpe para el compositor, que murió un año después.

## Legado

### Impacto durante su vida
Aunque Clara Schumann no fue ampliamente reconocida como compositora durante muchos años después de su muerte, dejó una impresión duradera como pianista. Preparada por su padre para tocar de oído y memorizar, hizo presentaciones públicas de memoria a la edad de trece años, un hecho señalado como excepcional por sus críticos. Fue una de las primeras pianistas en actuar de memoria y lo convirtió en el estándar para conciertos. También fue fundamental en cambiar el tipo de programas que se esperaba de los pianistas de concierto y decisiva en la creación de un repertorio de conciertos moderno. Al principio de su carrera, antes de su matrimonio, interpretó las piezas de bravura habituales diseñadas para mostrar la técnica del artista, a menudo en forma de arreglos o variaciones sobre temas populares de óperas, escritos por virtuosos como Thalberg, Herz o Henselt. Como era costumbre tocar las propias composiciones, incluía al menos una de sus propias obras en cada programa, como Variaciones sobre un tema de Bellini (op. 8) y el popular Scherzo (op. 10). Sin embargo, a medida que se convirtió en una artista más independiente, su repertorio contuvo principalmente música de compositores destacados.
Influyó en los pianistas a través de su enseñanza, que enfatizaba la expresión y un tono de canto, con una técnica subordinada a las intenciones del compositor. Una de sus alumnas, Mathilde Verne, llevó su enseñanza a Inglaterra, donde enseñó, entre otros, a Solomon Cutner. Otro de sus alumnos, Carl Friedberg, llevó la tradición a la Escuela Juilliard en Estados Unidos, donde sus alumnos incluyeron a Malcolm Frager y Bruce Hungerford.
También fue decisiva en lograr que las obras de Robert Schumann fueran reconocidas, apreciadas y agregadas al repertorio. Promovió sus obras incansablemente a lo largo de su vida.

### En la cultura popular
Clara Schumann ha sido retratada en el cine o series de televisión muchas veces. Träumerei, la película más antigua conocida sobre ella, se estrenó el 3 de mayo de 1944 en Zwickau. Posiblemente, la película más conocida es Melodía inmortal (1947), protagonizada por Katharine Hepburn como Clara, Paul Henreid como Robert y Robert Walker como Brahms. En 1954, Loretta Young la retrató en The Loretta Young Show en el episodio 26 de la primera temporada de The Clara Schumann Story (emitida por primera vez el 21 de marzo de 1954), en la que apoya la carrera de composición de su esposo, interpretado por George Nader, junto a Shelley Fabares y Carleton G. Young. También aparece en la película Brahms and the Little Singing Girls (1996), con Lori Piitz en el papel de la pianista. Dos películas alemanas más recientes son Sinfonía de primavera (1983), protagonizada por Nastassja Kinski como Clara, y la película de Helma Sanders-Brahms de 2008 Geliebte Clara, donde Martina Gedeck la encarna.
Una imagen de Clara Schumann de una litografía de 1835 de Andreas Staub apareció en el billete de 100 marcos alemanes desde el 2 de enero de 1989 hasta la adopción del euro el 1 de enero de 2002. La parte posterior del billete muestra un piano de cola que ella tocó y el exterior del Conservatorio Hoch, donde enseñó. El gran salón del nuevo edificio del conservatorio lleva su nombre.